# K空間

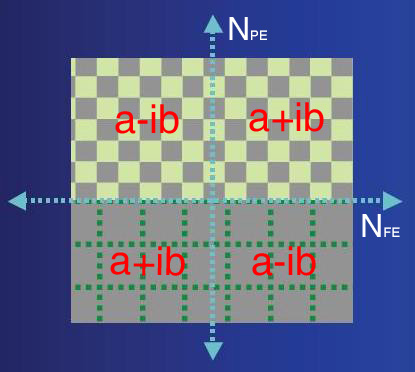
k空間的共軛複數對稱性。

k空間是尋常空間{\displaystyle \mathbb {R} ^{n}}在傅立葉變換下的對偶空間，主要應用在磁振造影的成像分析，其他如磁振造影中的射頻波形設計，以及量子計算中的初始態準備亦用到k空間的概念。k和出現在波動數學中的波數相應，可說都是「空間頻率」的概念。

## 磁振造影成像分析
本段落涉及磁振造影中造影階段，對於資料取得與重建的分析；可稱為「造影k空間」（imaging k-space）。
在磁振造影中，k空間訊號分布{\displaystyle S(\mathbf {k} \in \mathbb {R} ^{2})=S(k_{x},k_{y})}以及正常空間的訊號分布（即可以判讀的磁振影像）{\displaystyle S(\mathbf {r} \in \mathbb {R} ^{2})=S(x,y)}符合如下傅立葉對偶關係：
{\displaystyle S(\mathbf {r} )=A\int S(\mathbf {k} )e^{-i\mathbf {k} \cdot \mathbf {r} }d\mathbf {k} }
或寫{\displaystyle S(x,y)=A\int \int S(k_{x},k_{y})e^{-ik_{x}x}e^{-ik_{y}y}dk_{x}dk_{y}}
其中A是個比例常數，含有{\displaystyle 2\pi }相關的因子。正常空間的訊號（影像），受到磁化強度（或自旋密度）、各種對比權重等等的影響。

## 磁振造影激發設計
本段落涉及磁振造影中激發階段，對於射頻與梯度磁場共同設計的分析；可稱為「激發k空間」（excitation k-space）。
磁振造影在某些場合中，需要對某特定體積進行射頻激發，然而一般的射頻激發方法可能又會遇上疊影問題，即激发的区域（Excited area）大于成像范围（Field of View）。John Pauly、Dwight Nishimura、Albert Macovski等人於1989年提出在给予小角度射頻磁場{\displaystyle \mathbf {B_{1}} }激发的同时加上梯度磁場{\displaystyle \mathbf {G} \cdot \mathbf {r} }，并提出可採用k空間分析的方法对该梯度磁场進行設計。這種方法可减小激发的区域面积从而减小成像范围，可用于快速成像，例如在胸腔磁振影像中监测呼吸造成的橫膈膜運動。
此外，這項方法也可用於設計對空間以及對共振頻率同時做選擇性激發的射頻與梯度磁場。應用場合包括了水影像與脂肪影像的個別取得，或者磁振頻譜影像（MRSI）方面的應用。

## 外部連結
- K-Space formulation of MRI （页面存档备份，存于）（英文）